# David Bellion
David Bellion (ur. 27 listopada 1982 w Sèvres) – francuski piłkarz pochodzenia senegalskiego.

## Kariera klubowa

### AS Cannes
Bellion zaczynał karierę w AS Cannes już w wieku 14 lat. To z tego klubu przeniósł się do Sunderland A.F.C. w 2001 roku, gdzie się wypromował.

### Sunderland
W Sunderland zadebiutował w sierpniu 2001 roku meczem z Fulham F.C., wchodząc z ławki rezerwowych. Pierwszą bramkę w nowych barwach zdobył już we wrześniu, grając przeciwko Aston Villi. Chociaż nie zdołał uratować swojego klubu przed degradacją, to grał na tyle dobrze by wzbudzić zainteresowanie Manchesteru United, przez co rozgniewał wielu fanów Sunderland. Piłkarz twierdził, że musi odwiedzić chorą babcię, ale wiadomo, że Bellion nie chciał grać na zapleczu Premiership i w 2003 roku podpisał kontrakt z Manchesterem United.

### Manchester United
Bellion przyszedł na Old Trafford w sierpniu 2003 roku i już w debiucie zdobył gola w meczu przeciwko Celticowi na amerykańskim tournée. Pierwszą oficjalną bramkę Francuz strzelił w Carling Cup w meczu, w którym przeciwnikiem "Czerwonych Diabłów" było Leeds United. Kolejne bramki piłkarz strzelił już na Old Trafford, najpierw Evertonowi potem Tottenhamowi. Mimo iż w sezonie 2003/04 Bellion grał udanie, to rok później musiał usiąść na ławce rezerwowych. Często był poza kadrą meczową, przez co wiele meczów grał z kolegami z rezerw. Wydawało się, że po czarnych dniach w rezerwach nareszcie przyszedł lepszy okres, jednak w meczu przeciw rezerwom Charltonu Athletic, Bellion złamał kość strzałkową. W 2005 roku został wypożyczony do West Ham United, gdzie pierwszy mecz rozegrał dopiero w październiku wchodząc z ławki rezerwowych. Ponadto został wygwizdany przez publiczność w czasie rozgrzewki.

### OGC Nice
W styczniu 2006 roku nadeszły lepsze dni dla tego piłkarza. Bellion udał się na kolejne wypożyczenie, tym razem do rodzimej ligi. W rundzie wiosennej w Nicei 15 razy pojawił się na boisku przy czym ustrzelił 5 goli i w lecie tego samego roku podpisał definitywny kontrakt z OGC Nice.

### Bordeaux
W lipcu 2007 roku David Bellion podpisał 4-letni kontrakt z Girondins Bordeaux. Już w pierwszym meczu swojej drużyny strzelił gola. W 18 kolejkach Ligue 1 strzelił 12 bramek i uplasował się tuż za prowadzącym Karimem Benzemą w klasyfikacji strzelców. Razem z Bordeaux Bellion w sezonie 2008/2009 zdobył mistrzostwo Francji.

### OGC Nice
W grudniu 2010 roku został wypożyczony do OGC Nice do końca sezonu 2010/2011.
| Sezon   | Klub                   | Kraj    | Rozgrywki      | Mecze | Bramki | Rozgrywki Europy                    | Mecze | Bramki |
| ------- | ---------------------- | ------- | -------------- | ----- | ------ | ----------------------------------- | ----- | ------ |
| 2000/01 | AS Cannes              | Francja | CFA            | 0     | 0      | -                                   | -     | -      |
| 2001/02 | Sunderland             | Anglia  | Premier League | 8     | 0      | -                                   | -     | -      |
| 2002/03 | Sunderland             | Anglia  | Premier League | 11    | 1      | -                                   | -     | -      |
| 2003/04 | Manchester United      | Anglia  | Premier League | 14    | 2      | Liga Mistrzów UEFA                  | 4     | 0      |
| 2004/05 | Manchester United      | Anglia  | Premier League | 10    | 2      | Liga Mistrzów UEFA                  | 3     | 2      |
| 2005/06 | West Ham United (wyp.) | Anglia  | Premier League | 8     | 0      | -                                   | -     | -      |
| 2005/06 | OGC Nice               | Francja | Ligue 1        | 15    | 5      | -                                   | -     | -      |
| 2006/07 | OGC Nice               | Francja | Ligue 1        | 30    | 8      | -                                   | -     | -      |
| 2007/08 | Girondins Bordeaux     | Francja | Ligue 1        | 37    | 12     | Liga Europy UEFA                    | 2     | 0      |
| 2008/09 | Girondins Bordeaux     | Francja | Ligue 1        | 27    | 4      | Liga Mistrzów UEFA Liga Europy UEFA | 3 1   | 0 1    |
| 2009/10 | Girondins Bordeaux     | Francja | Ligue 1        | 20    | 3      | Liga Mistrzów UEFA                  | 4     | 0      |
| 2010/11 | Girondins Bordeaux     | Francja | Ligue 1        | 2     | 0      | -                                   | -     | -      |
| 2010/11 | OGC Nice (wyp.)        | Francja | Ligue 1        | 10    | 0      | -                                   | -     | -      |
| 2011/12 | Girondins Bordeaux     | Francja | Ligue 1        | 12    | 0      | -                                   | -     | -      |
| 2012/13 | Girondins Bordeaux     | Francja | Ligue 1        | 13    | 1      | Liga Europy UEFA                    | 6     | 1      |
| 2013/14 | Girondins Bordeaux     | Francja | Ligue 1        | 0     | 0      | -                                   | -     | -      |

Stan na: 29 maja 2013 r.